# أدب يهودي

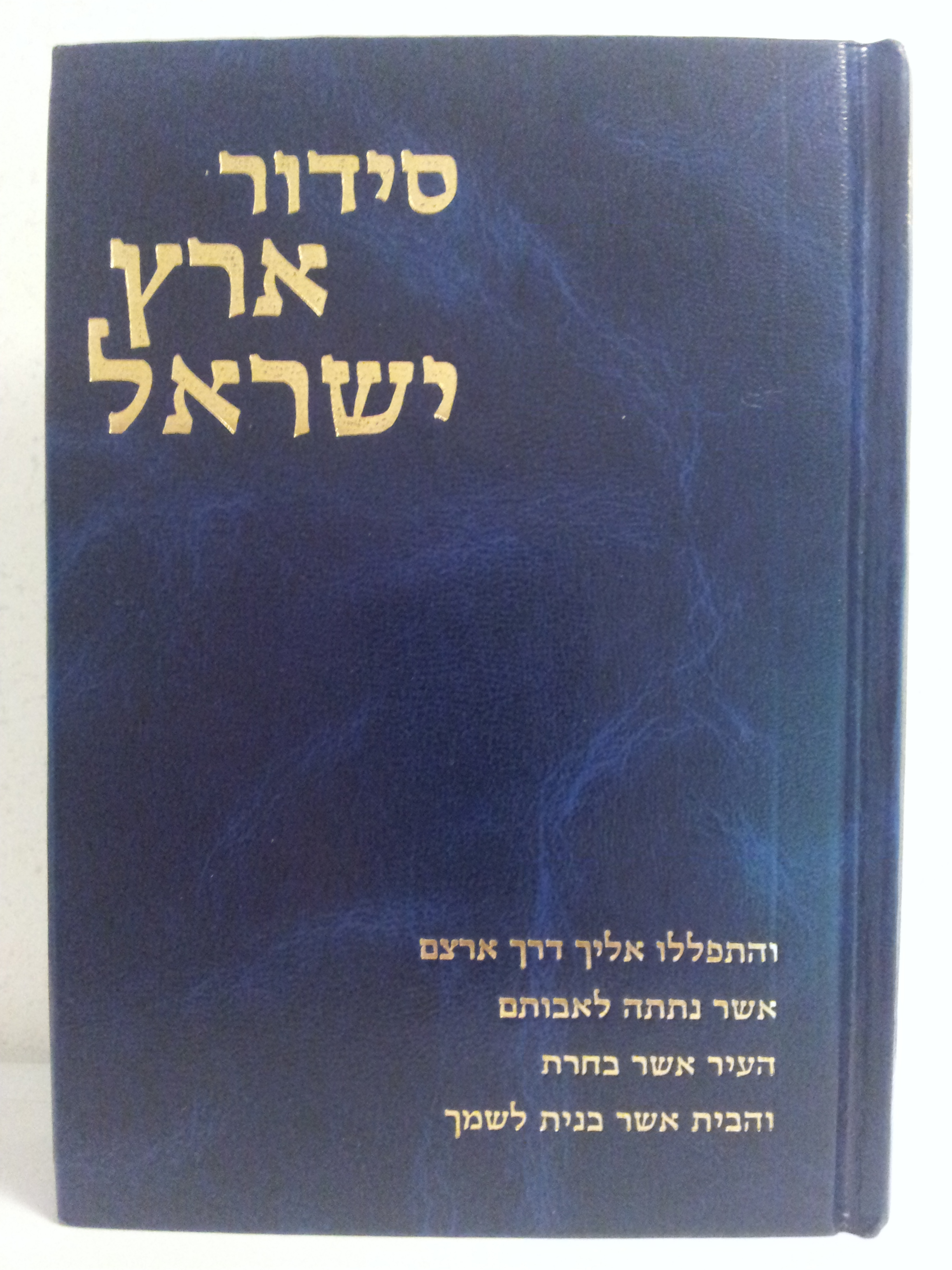
Siddur eretz Israel

يتضمن الأدب اليهودي أعمالًا كتبها يهود تتناول موضوعات يهودية، وأعمالًا أدبية كُتبت باللغات اليهودية حول موضوعات متنوعة، وأعمالًا أدبية بأية لغة كتبها مؤلفون يهود. يتضمن الأدب اليهودي القديم أسفار الكتاب المقدس والأدب الحاخامي. لا يتضمن الأدب اليهودي في العصور الوسطى الأدب الحاخامي فقط، بل الأدب الأخلاقي، والأدب الفلسفي، والأدب الروحي، وأشكالًا أخرى عديدة من النثر الذي يتضمن التاريخ والخيال، وأشكال عديدة من الشعر الذي يدور حول موضوعات دينية وعلمانية. ازدهر إنتاج الأدب اليهودي مع ظهور الثقافة اليهودية العلمانية حديثًا. تضمن الأدب اليهودي الحديث الأدب المكتوب بلغة إيدش، وأدب اللغة الإسبانية اليهودية، وأدب اللغة العبرية (خصوصًا الأدب الإسرائيلي)، والأدب الأمريكي اليهودي.

## الأدب اليهودي في العصور الوسطى

### الشعر
ازدهر الأدب اليهودي الشعائري في أرض إسرائيل في القرنين السابع والثامن عن طريق كتابات يس بن يس، وياناي، وإليازار كالير.
لاحقًا، كتب الشعراء الإسبان، والبروفنس، والإيطاليون قصائد دينية وعلمانية. كان سليمان بن جبيرول ويهوذا اللاوي من أبرز الشعراء.
بقي القليل فقط من كتابات النساء في تلك الفترة. ويعود الفضل إلى الشاعرة ساره من اليمن، التي عاشت في القرن السابع الميلادي ومن المحتمل أنها يهودية، في تأليف مقطع شعري باللغة العربية ما يزال موجودًا حتى اليوم. بالإضافة إلى مقطع شعري كتبته زوجة دوناش بن لبرط باللغة العبرية في القرن العاشر الميلادي، وثلاث قصائد باللغة العربية كتبتها الأندلسية قسمونة بنت إسماعيل في القرن الثاني عشر. كانت ريتشل أكيرمان (1522- 1544) أول أنثى يهودية تكتب الشعر باللغة الألمانية، إذ كتبت قصيدة بعنوان «لغز المحاكم» (بالإنجليزية: The Mystery of the Courts)، وصفت فيها مكائد دور القضاء. كانت ريبيكا بات مير تيكتينر شاعرة يهودية تكتب باللغة الإيدشية في الفترة عينها، وألفت قصيدة من أربعين مقطعًا شعريًا يتكون كل منها من بيتين عن بهجة التوراة.

### بعض الأعمال الأدبية اليهودية في العصور الوسطى
يتضمن الأدب اليهودي في العصور الوسطى أيضًا:
- الأدب اليهودي الفلسفي.
- الأدب الروحاني (القبلاني).
- الأدب الأخلاقي الذي يتناول الفضائل والرذائل.
- الأدب الهالاخي.
- تعليقات على الكتاب المقدس.

## الأدب اليهودي الحديث
واصل الكُتاب اليهود الحديثون كتابة أشكال معيارية من الأدب الحاخامي، والأدب الفلسفي اليهودي، والأدب الروحاني (القبلاني)، والأدب الاخلاقي، والأدب الهالاخي، وتعليقات عن الكتاب المقدس عن الملك بنفسه.
شهد العصر الحديث ولادة ما يُعرف بشكل عام باسم «الأدب اليهودي الحديث» الذي ستتم مناقشته هنا. ظهر الأدب اليهودي الحديث مع أدب الهاسكالا العبري وكسر القواعد الدينية حول الأدب. بالتالي، يمكن تمييزه عن الأدب الحاخامي الديني بشكل واضح. كان الأدب اليهودي الحديث صنفًا أدبيًا فريدًا من نوعه ساهم في تشكيل الأدب الوطني للعديد من البلدان التي يعيش فيها اليهود أيضًا.

### الأدب العبري في القرن الثامن عشر
تخلص الشعر العبري من قيود العصور الوسطى التي كانت تعيق تطوره الحر عن طريق مؤلَّفات موشي حاييم لوزاتو (1707- 1746). وُصفت مسرحيته الرمزية «لا-ييشاريم تيهيلا» (1743)، التي قد يعتبرها البعض النتاج الأول للأدب العبري، بأنها «قصيدة تحتل المرتبة الثانية بعد الكتاب المقدس نظرًا لمثالية أسلوبها الكلاسيكي». في أمستردام، واصل ديفيد فرانكو مينديز (1713- 92)، طالب لوزاتو، عمل أستاذه في تقليده لأعمال جان راسين وميتاستاسيو، رغم أن أعماله لم تحظَ بالاحترام نفسه الذي حظيت به أعمال لوزاتو. في ألمانيا، اعتُبِر قائد حركة الهاسكالا نافتالي هارتويغ ويسيلي (1725- 1805) «شاعر البلاط» في ذلك العصر. ألف كل من لوزاتو وويسلي أعمالًا حول الأدب الأخلاقي، وحظي عمل لوزاتو الذي يحمل عنوان ميسيلات ييشاريم (بالعبرية: Mesillat Yesharim) بشهرة واسعة.

### الأدب العبري في القرن التاسع عشر
كان ناتشمان كروشمال (1785- 1840)، وسليمان جودا لوب رابوبورت (1790- 1867)، وشاعر الهجاء إسحاق إرتر (1792- 1841)، وشاعر القصائد المُغنَّاة والمترجم مير هاليفي ليتيريس (1815- 1874) من الفنانين الأدبيين المهمين في غاليسيا. وكان من بين الكُتَّاب في أمستردام الشاعر سامويل مولدر (1789- 1862). ومن بين الكُتَّاب في مدينة براغ قائد الهاسكالا جيهودا لوب جيتيليز (1773- 1838)، كاتب الحكم الفكاهية والأعمال المناهضة لحركة الحاسيديم والمناهضة للتطير. من بين الكُتَّاب في هنغاريا: الشاعر سليمان لويسون من مور (1789- 1822) مؤلف «ميليتزات ييشورون»، والشاعر غابرييل سودفيلد، والد ماكس نوردو، والشاعر سيمون باشير. كان جوليوس باراش من بين الشعراء الرومانيين المرموقين. ومن بين الشعراء الإيطاليين اليهود: من آي. إس. ريجيو (1784- 1854)، وجوزيف ألمانزي، وهايام سليمان، وسامويل فيتا لولي (1788- 1843)، وريتشل موربورغو (1790- 1860) التي أظهرت قصائدها ورعًا دينيًا وإيمانًا روحيًا بمستقبل إسرائيل، وصموئيل ديفيد لوزاتو (1800- 65) الذي وُصِف بأنه أول كاتب حديث يُدخل الرومانسية الدينية إلى العبرية.
من بين الكُتَّاب اليهود في الإمبراطورية الروسية: الشاعر جيكوب إيشينبوم، وقاد حركة الهاسكالا إسحاق باير ليفينسون، وكالمان سكولمان (1826- 1900) الذي أدخل النمط الرومانسي إلى العبرية، والشاعر الرومانسي ميكا جوزيف ليبينسون (1828- 52)، وأب النثر الشاعر الليتواني إم. إيه. جينزبرغ، وأب الشعر الشاعر الليتواني أبراهام باير ليبينسون الذي لاقت قصائده «شاير سيفات كوديش» (بالعبرية: Shire Sefat Kodesh) نجاحًا منقطع النظير. كان أبراهام مابو (1808- 67) مبتكر الرواية اليهودية، وتركت روايته التاريخية الرومانسية «أهابات تزيون» (بالعبرية: Ahabat TTziyyon) أثرًا مهمًا على تطور اللغة العبرية. كان الشاعر جودا ليب (ليون) غوردون شاعر هجاء وُصف بأنه عدو لا يُستهان به للحاخام.

### الأدب العبري في أوائل القرن العشرين
كان هاييم ناهمان بياليك (1873- 1934) أحد الشعراء السباقين في الشعر العبري الحديث، وعُرف بأنه شاعر إسرائيل الوطني. ساهم بياليك بشكل كبير في إعادة إحياء اللغة العبرية. من الممكن ملاحظة تأثيره بشكل كبير على كل الأدب العبري المكتوب في وقت لاحق. كان شاؤول تشرنحوفسكي (1875- 1943) شاعرًا عبريًا بارزًا في عصر بايليك، وهو معروف بشكل خاص بشعره عن الطبيعة وباهتمامه بحضارة الإغريق القديم.

### الأدب الإسرائيلي
من بين كل الكُتَّاب الإسرائيليين، حصد شموئيل يوسف عجنون جائزة نوبل للأدب عن رواياته وقصصه القصيرة التي توظِّف مزيجًا فريدًا من اللغة العبرية الحديثة، ولغة الكتاب المقدس، والتلمود. من بين الكُتَّاب الإسرائيليين اللذين تُرجمت أعمالهم إلى لغات أخرى وعُرفوا على مستوى دولي: إبراهيم كيشون، وياكوف شابتاي، وإبراهيم جبريل يشوع، وعاموس عوز، وإيريت لينور، وإتغار كيريت، ويهوشوا سوبول.

### أدب اللغة الإيدشية
يعود تاريخ الأدب الإيدشي بشكل عام إلى تاريخ نشر رواية شوليم يانكيف أبراموفيتش بعنوان الإنسان الصغير عام 1864. كان شوليم رابينوفيتش من أهم الكُتَّاب في الفترة التالية لأبراموفيتش، ويُعرف بشخصيته الأخرى باسم شوليم أليتشيم، وآي. إل. بيريتز. كان أبراهام سوتزكيفر، وإساك سنجر الذي ربح جائزة نوبل عام 1978، وتشيم غريد من أبرز الكُتَّاب الإيدشيين في فترات لاحقة.